# Кондратьєв Ярослав Юрійович
Ярослав Юрійович Кондратьєв (15 липня 1948, Стрий — 26 квітня 2005, Київ) — український державний діяч, правознавець. Генерал-полковник міліції, ректор Національної академії внутрішніх справ України. Кандидат юридичних наук, професор, Заслужений юрист України, член-кореспондент Академії педагогічних наук України, почесний професор Міжнародної кадрової академії. Народний депутат України 1-го скликання.

## Біографія
Народився 15 липня 1948 року в м. Стрий (Львівська область), в сім'ї робітника. Національність — українець. З 1963 року — навчався у Львівському технікуму залізничного транспорту.
У 1971 році починає навчатися у Львівській спеціальній середньої школі міліції, Після навчання обіймав наступні посади в органах внутрішніх справ: інспектор, старший інспектор, начальник відділення, начальник відділу управління карного розшуку УВС Львівського облвиконкому.
У 1980 році отримав вищу юридичну освіту після закінчення юридичного факультету Львівського національного університету імені І. Франка.
З 1980– по 1983 рр. — обіймав посаду начальника відділу управління карного розшуку, а в 1983 року — був призначений на посаду начальника управління карного розшуку УВС м. Києва.
З 1985 року — заступник начальника управління карного розшуку МВС України, з 1987 року — начальник управління карного розшуку МВС України. В 1971–1991 роках — член КПРС.
У 1986 та 1989 рік брав участь у ліквідації наслідків аварії на Чорнобильській АЕС, де виявив мужність та самовідданість при виконанні службових обов'язків.
У 1990–1994 роках — Народний депутат України, Голова Постійної комісії Верховної Ради України з питань правопорядку та боротьби зі злочинністю, член Президії Верховної Ради України. З 1993 року начальник (за сумісництвом) Національного центрального бюро Інтерполу.
З 1994 року — ректор Української академії внутрішніх справ України (з 1997 року — Національна академія внутрішніх справ України (далі Національна академія внутрішніх справ), член Координаційного комітету боротьби з корупцією та організованою злочинністю при Президентові України та водночас керівник Міжвідомчої науково-дослідного центру з проблем боротьби з організованою злочинністю цього комітету, член Комітету з Державних премій України в галузі науки і техніки, член правління Кримінологічної асоціації України, президент Української секції Міжнародної поліцейської асоціації.

Могила Ярослава Кондратьєва

Жив у Києві. Раптово помер від тромбоемболії на 57-му році життя 26 квітня 2005 року. Похований на Байковому кладовищі (ділянка № 49б, 50°25′2.90″ пн. ш. 30°30′3.61″ сх. д. / 50.4174722° пн. ш. 30.5010028° сх. д.).

## Науковий доробок
Ярослав Кондратьєв автор більше 100 наукових робіт, трьох індивідуальних монографій, співавтор чотирьох монографій, п'яти підручників, автор і співавтор багатьох навчальних і науково-методичних посібників, брошур, статей, які знайшли своє втілення у навчальному процесі юридичних навчальних закладів та правоохоронній практиці.
Під його керівництвом сформувався новий науковий напрям з розробки проблем юридичної психології, психології особистості і психології діяльності правоохоронних органів, оперативно-розшукової та слідчої психології.

## Нагороди, премії
Лауреат Державної премії України в галузі науки і техніки, лауреат Премії імені Ярослава Мудрого за видатні досягнення в науково-дослідницькій діяльності з проблем правознавства (2002).
Нагороджений:
- медалями — «За військову доблесть. В ознаменування 100-річчя з дня народження Володимира Ілліча Леніна», «За трудову відзнаку», «Ветеран праці», «50 років Перемоги у Великій Вітчизняній війні 1941—1945 рр.», «60 років Збройних Сил СРСР», «70 років Збройних Сил СРСР», «В пам'ять 1500-річчя Києва», «За бездоганну службу» (СРСР) 3-го, 2-го і 1-го ступеня, «За працю і звитягу»[4], «За бойову співдружність»;
- нагрудними знаками — «За відмінну службу в МВС», «За відзнаку в службі» 2-го і 1-го ступеня, «почесний знак МВС України», «Відмінник міліції», ювілейними знаками та нагородами.